# 25 aprilie
ianuarie • februarie • martie  • aprilie  • mai  • iunie  • iulie  • august  • septembrie  • octombrie  • noiembrie  • decembrie
25 aprilie este a 115-a zi a calendarului gregorian și ziua a 116-a în anii bisecți. Mai sunt 250 de zile până la sfârșitul anului.

## Evenimente

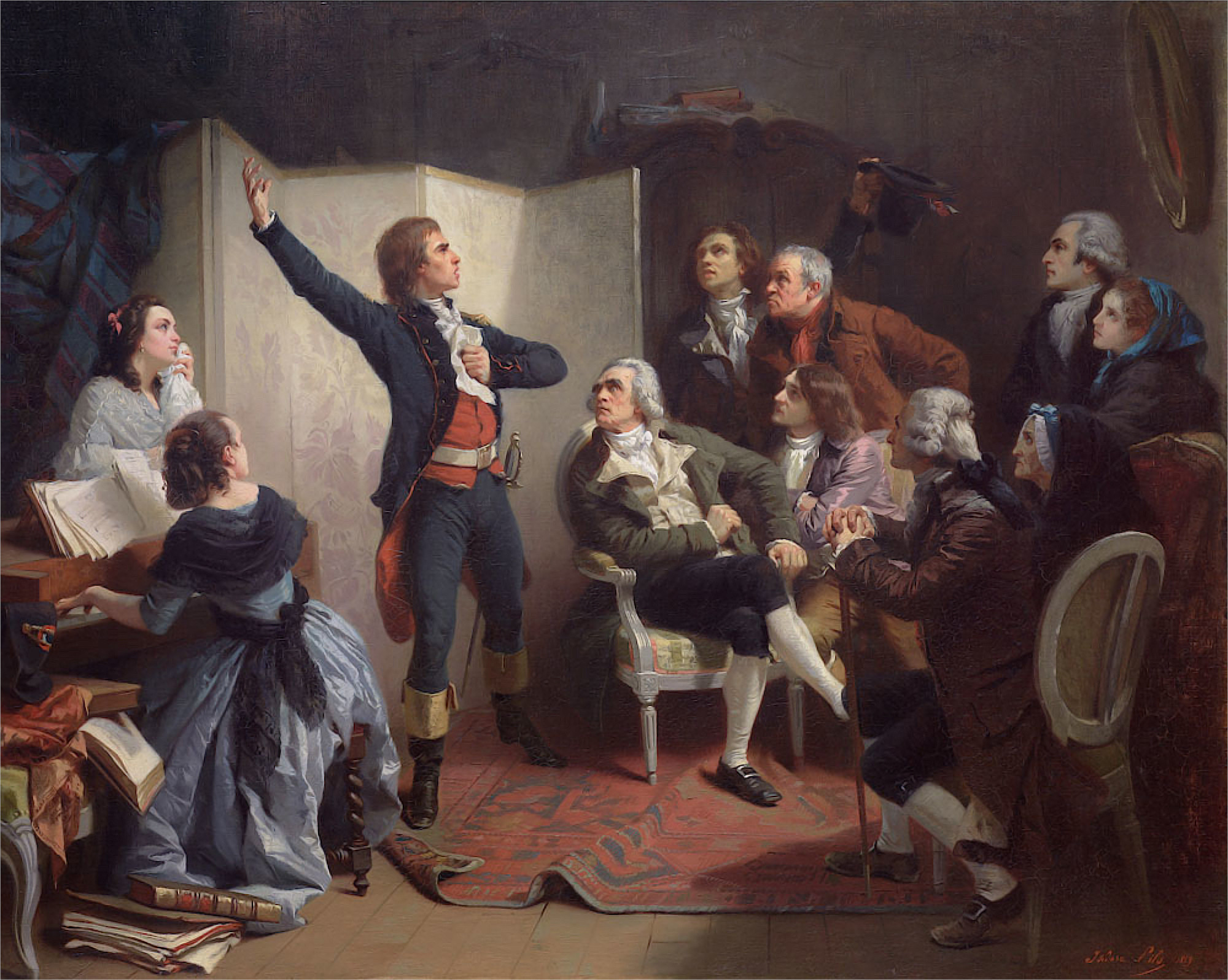
1792: Claude Joseph Rouget de Lisle, compozitorul La Marseillaise, o cântă pentru prima oară în casa lui Dietrich, primarul din Strasbourg

- 1707: Războiul Succesiunii Spaniole: armatele franco-spaniole înving trupele alianței formată din Portugalia, Anglia și Provinciile Unite, în bătălia de la Almansa.
- 1719: Este publicat romanul „Robinson Crusoe” al lui Daniel Defoe.
- 1792: „La Marseillaise” (imnul național al Franței) este compus de Claude Joseph Rouget de Lisle.
- 1792: Tâlharul Nicolas J. Pelletier a devenit prima persoană executată prin ghilotinare.
- 1859: A început construirea Canalului Suez. Construcția s–a încheiat la 17 noiembrie 1869.
- 1898: SUA declară război Spaniei. În urma acestuia, Spania renunță la suveranitatea asupra Cubei și cedează SUA insulele Puerto Rico, Guam și Filipine.
- 1901: New York a devenit primul stat american în care posesorii de automobile au fost obigați să-și monteze plăcuțe de înmatriculare pe mașini
- 1915: Batălia de la Gallipoli (Turcia) a durat 8 luni, iar aliații nu au putut cuceri Istanbulul. Marchează intrarea în luptă alături de aliați a trupelor ANZAC (Australia și Noua Zeelandă).
- 1920: A luat ființă Compania Franco–Română de Navigație Aeriană (CFRNA) care avea să deschidă prima linie aeriană între Franța și România.
- 1932: A fost creată Armata Populară Coreeană.

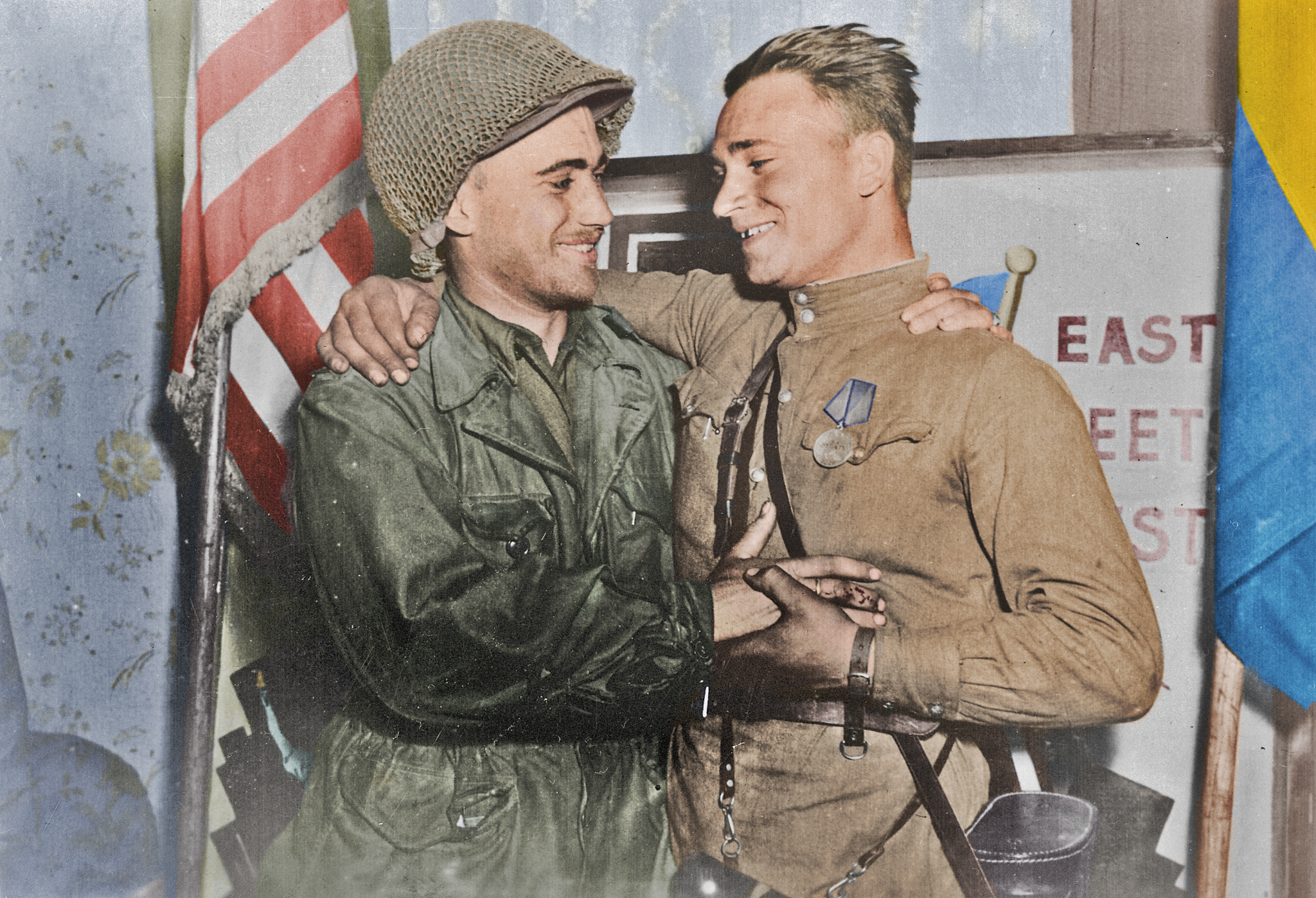
Ziua Elbei

- 1945: Ziua Elbei, ziua în care trupele sovietice și americane s-au întâlnit întâi pe râul Elba, lângă Torgau, în Germania.
- 1945: Sfârșitul Republicii Sociale Italiene.
- 1945: A avut loc Conferința de la San Francisco, în vederea înființării ONU.
- 1974: În Portugalia a avut loc „Revoluția garoafelor”, care a înlăturat regimul de dictatură fascistă instaurat de Antonio de Oliveira Salazar în 1933 și a deschis calea spre restaurarea democrației („Ziua libertății”).
- 1983: Pioneer 10 călătorește dincolo de orbita lui Pluto.
- 1986: Mswati al III-lea este încoronat rege al Swaziland, succedând tatălui său Sobhuza al II-lea.
- 1990: Violeta Chamorro devine președinte al Nicaragua, prima femeie care deține această funcție.
- 2005: România și Bulgaria semnează la Luxemburg Tratatului de aderare la Uniunea Europeană.
- 2007: Funeraliile de stat ale lui Boris Elțîn – primele care au loc cu participarea și sprijinul Bisericii Ortodoxe Ruse, care nu s-a mai implicat în ceremoniile funerare ale unui lider rus de la decesul țarului Alexandru al III-lea, în 1894.
- 2009: În România a avut loc un seism având epicentrul în zona Vrancei, la 120 km, având magnitudinea de 5,3 pe scara Richter.

## Nașteri

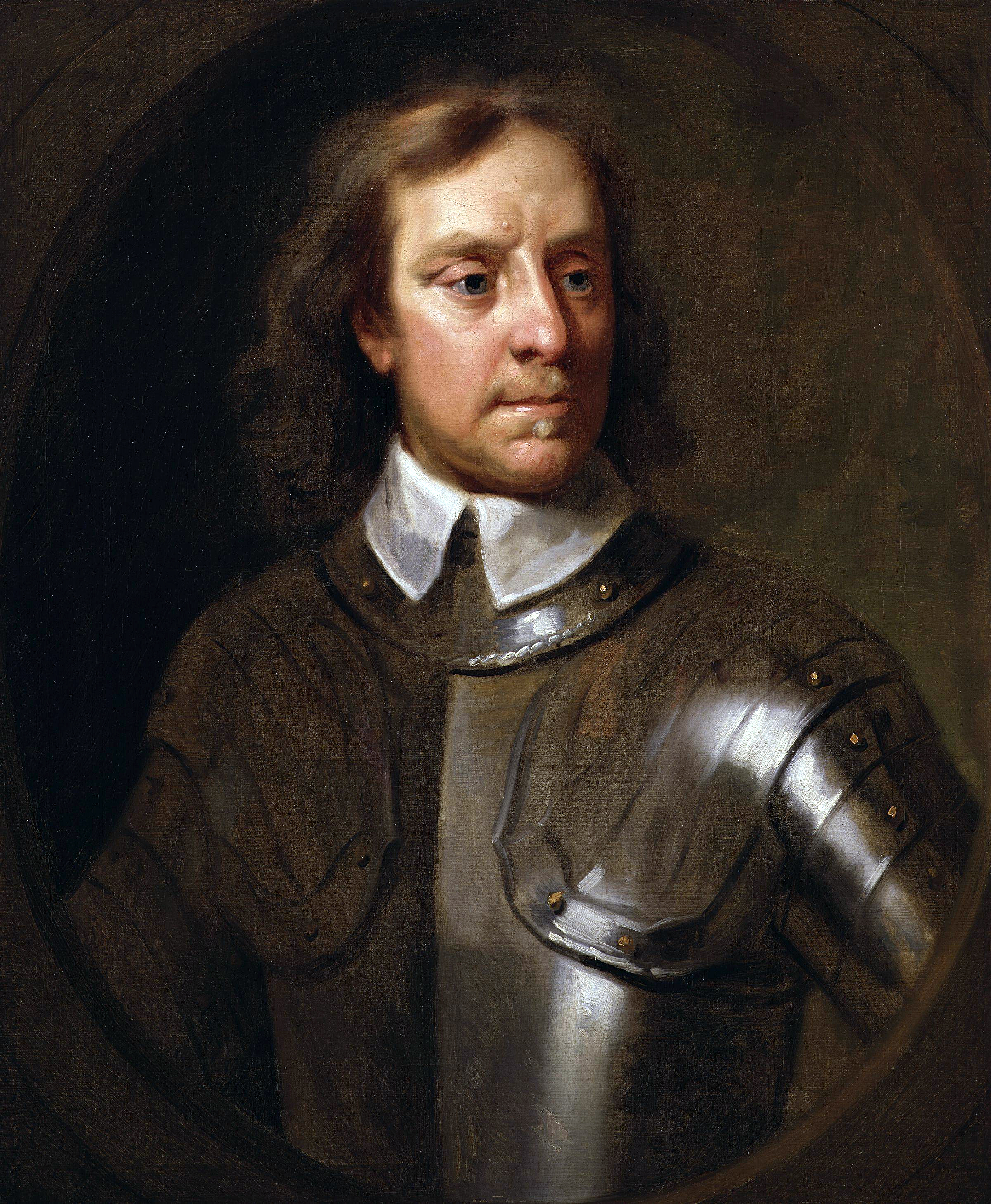
Oliver Cromwell, om politic englez

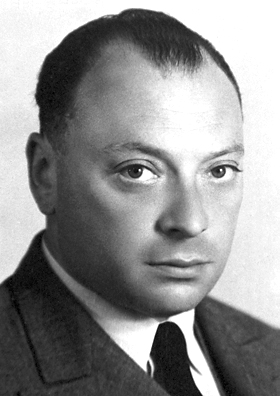
Wolfgang Pauli, fizician de origine austriacă, laureat Nobel

- 0032: Otho, împărat roman (d. 69)
- 1214: Regele Ludovic al IX-lea al Franței (d. 1270)
- 1284: Regele Eduard al II-lea al Angliei (d. 1327)
- 1599: Oliver Cromwell, om politic englez (d. 1658)
- 1608: Gaston, Duce de Orléans, fiu al regelui Henric al IV-lea al Franței și al Mariei de Medici (d. 1660)
- 1625: Johann Frederic, Duce de Brunswick-Lüneburg (d. 1679)
- 1767: Nicolas Oudinot, mareșal francez (d. 1847)
- 1775: Charlotte de Spania, soția regelui Ioan al VI-lea al Portugaliei (d. 1830)
- 1776: Prințesa Mary, Ducesă de Gloucester și Edinburgh (d. 1857)
- 1843: Prințesa Alice a Regatului Unit, fiica reginei Victoria, Mare Ducesă de Hesse (d. 1878)
- 1874: Guglielmo Marconi, fizician italian, laureat al Premiului Nobel (d. 1937)
- 1897: Mary a Marii Britanii, fiica regelui George al V-lea al Regatului Unit (d. 1965)
- 1900: Wolfgang Pauli, fizician de origine austriacă, laureat al Premiului Nobel (d. 1958)
- 1917: Ella Fitzgerald, cântăreață americană de jazz (d. 1996)
- 1920: Sofia Ionescu-Ogrezeanu, prima femeie neurochirurg din lume.
- 1925: Vasile Nițulescu, actor român de teatru și film (d. 1991)
- 1927: Albert Uderzo, desenator și scenarist de benzi desenate francez, creatorul benzii desenate Asterix, alături de René Goscinny (d. 2020)
- 1932: Lia Manoliu, atletă, campioană olimpică la aruncarea discului, președinte al Comitetului Olimpic Român (d. 1998)
- 1940: Al Pacino, actor american
- 1941: Bertrand Tavernier, regizor, scenarist și critic de film francez (d. 2021)
- 1946: Vladimir Jirinovski, politician rus (d. 2022)
- 1953: Liviu Antonesei, scriitor român
- 1959: Varujan Pambuccian, politician român de etnie armeană
- 1962: Patricia Grigoriu, actriță română de teatru și film (d. 2020)
- 1967: Elan Schwartzenberg, om de afaceri din România
- 1969: Renée Zellweger, actriță americană
- 1970: Jason Lee, actor american
- 1974: Louis Alphonse, Duce de Anjou, actualul Șef al Casei de Bourbon
- 1977: Florin Moldovan/Naomy, cântăreață română de etnie țigănească
- 1980: Irfaan Ali, politician guianez, președinte
- 1996: Daniel Martínez, ciclist columbian

## Decese

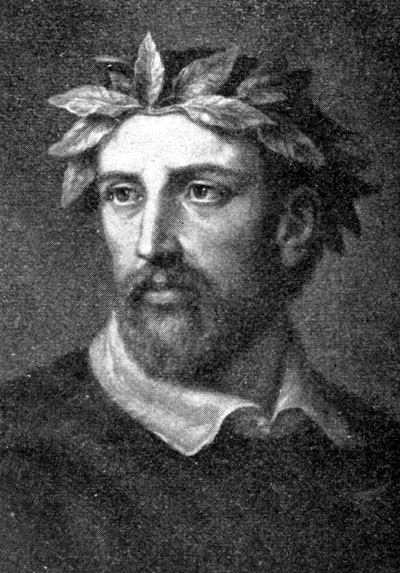
Torquato Tasso, poet renascentist italian

- 1077: Géza I al Ungariei (n. 1040)
- 1295: Sancho al IV-lea al Castiliei (n. 1258)
- 1566: Diane de Poitiers, nobilă franceză, metresa regelui Henric al II-lea al Franței (n. 1499)
- 1566: Louise Labé, poetă franceză (n. 1520)
- 1595: Torquato Tasso, poet renascentist italian (n. 1544)
- 1644: Împăratul Chongzhen al Chinei (n. 1611)
- 1687: Ioan Căianu, primul autor atestat de muzică cultă din Transilvania (n. 1629)
- 1744: Anders Celsius, astronom suedez (n. 1701)
- 1840: Siméon Denis Poisson, matematician francez (n. 1781)
- 1873: Alexandru C. Moruzi, politician din principatul Moldovei, prim-ministru în perioada 1861-1862 (n. 1805)
- 1911: Emilio Salgari, scriitor italian (n. 1862)
- 1925: George Stephănescu, compozitor român (n. 1843)
- 1933: Franz Nopcsa, paleontolog transilvănean (n. 1877)
- 1958: Iosif Iser, pictor și grafician român, membru al Academiei Române (n. 1881)
- 1976:  Sir Carol Reed, regizor britanic (n. 1906)
- 1995: Ginger Rogers, actriță și dansatoare americană (n. 1911)
- 2014: Petre Bokor, regizor român (n. 1940)
- 2014: Tito Vilanova, fotbalist și antrenor de fotbal spaniol (n. 1968)
- 2023: Harry Belafonte, muzician și actor american (n. 1927)

## Sărbători
- Italia: Festa della Liberazione
- Portugalia: Ziua Libertății
- Insulele Faroe: Ziua steagului
- Eswatini: Ziua steagului
- Creștinii: sărbătoresc pe sfântul Marcu, evanghelist.
- Ziua internațională pentru combaterea malariei[necesită citare]